# Коринтска война
Коринтската война (395 – 387 пр.н.е.) е военен конфликт в Древна Гърция между Пелопонеския съюз и коалицията на четирите съюзени държави – Тива, Атина, Коринт и Аргос, които първоначално били поддържани от Персия.

## Предистория
Причина за войната е разочарованието на Тива и Коринт след края на Пелопонеските войни и враждебността на някои гръцки полиси към Спарта. Боевите действия се състоят главно в района на Коринт (оттук и названието на войната) и в Егейско море.

## Битки
Провеждат се следните битки:
- Битка при Халиарт, 395 пр.н.е.
- Битка при Немея, 394 пр.н.е.
- Битка при Книдос, 394 пр.н.е. Спартанският флот е разбит от обединен гръко-персийски флот, предвождан от атинянина Конон и персиеца Фарнабаз II.
- Битка при Коронея, 394 пр.н.е.
- Битка при Коринт, 392 пр.н.е.
- Битка при Лехей, 391 пр.н.е.

## Резултат от войната
След унищожаването на лакедемонската флота се сключва през 387 пр.н.е. царският мир или Анталкидов мир между Спарта от адмирал Анталкид и нейните противници.